# NN-215
La carretera NN-215 es una vía departamental secundaria localizada en el departamento de Rivas, en el suroeste de Nicaragua. Esta carretera conecta el municipio de Belén con Buenos Aires, permitiendo una conexión directa entre comunidades productivas rurales. Fue inaugurada en 2024 como parte del programa de mejora de caminos rurales implementado por el MTI.

## Trazado y cruces
La siguiente tabla muestra las principales localidades y conexiones por donde transita la NN-215:
| km   | Localidad           | Departamento | Conexión / Ruta |
| ---- | ------------------- | ------------ | --------------- |
| 0.0  | Belén               | Rivas        |                 |
| 3.5  | Comunidad El Obraje | Rivas        |                 |
| 7.92 | Buenos Aires        | Rivas        |                 |

## Coordenadas
Uno de los tramos de la NN-215 puede ser encontrado en las coordenadas: 11°29′17″N 85°44′43″O / 11.4880, -85.7453